# 1929 في فرنسا
فيما يلي قوائم الأحداث التي وقعت خلال عام 1929 في فرنسا.

## سياسة

### تعيين في المنصب
- 2 يناير – لوسيان سان .
- 24 فبراير – جورج بونيت نائب فرنسي.

### انتهاء فترة المنصب
- 2 يناير – لوسيان سان المقيم العام الفرنسي (تونس).
- 26 يوليو – ريمون بوانكاريه رئيس الوزراء الفرنسي.

## رياضة
- 31 مارس – سباق باريس روبيه 1929 الفائزون تشارلز منير، Aimé Deolet [الإنجليزية]‏، Georges Ronsse [الإنجليزية]‏.

## كتب
من الكتب التي صدرت هذه السنة في فرنسا:
- 1 يناير – بريد الجنوب من تأليف أنطوان دو سانت إكزوبيري.
- 1 يناير – ميدان ألكسندر في برلين من تأليف ألفرد دوبلن.
- 1 يوليو – المسكن الغامض من تأليف موريس لوبلان.

## مواليد

### يناير
- 1 يناير – برنارد فور ممثل فرنسي.

### فبراير
- 8 فبراير – كلود ريتش ممثل فرنسي.

### مارس
- 11 مارس – ألفريد تونيلو درّاج طريق فرنسي.
- 26 مارس – تشارلز دومون

### أبريل
- 23 أبريل – جورج ستاينر كاتب أمريكي.

### يوليو
- 10 يوليو – جول سبروليا لاعب كرة قدم فرنسي.
- 21 يوليو – الأب هنري تيسي
- 29 يوليو – جان بودريار

### سبتمبر
- 6 سبتمبر – ريمون بيلو لاعب كرة قدم فرنسي.
- 26 سبتمبر – أندريه ميكيل

### أكتوبر
- 25 أكتوبر – كلود رور درّاج طريق فرنسي.

### نوفمبر
- 3 نوفمبر – أوليغ غرابار مؤرخ فن أمريكي.
- 7 نوفمبر – بول ماتيولي درّاج طريق فرنسي.
- 9 نوفمبر – كازيمير ناتوف لاعب كرة قدم فرنسي.
- 20 نوفمبر – رايموند لفيفر

### ديسمبر
- 24 ديسمبر – نوال ديفال

## وفيات

### فبراير
- 19 فبراير – جوزيف فالنتين بوسينيسق (مواليد 1842) Joseph Boussinesq.

### مارس
- 20 مارس – فرديناند فوش (مواليد 1851) عسكري فرنسي.
- 23 مارس – موريس بول ساراي (مواليد 1856) عسكري فرنسي.

### أغسطس
- 10 أغسطس – بيير فاتو (مواليد 1878) رياضياتي فرنسي.

### سبتمبر
- 23 سبتمبر – لويس دوبويس (مواليد 1856)

### نوفمبر
- 24 نوفمبر – جورج كليمنصو (مواليد 1841) سياسي فرنسي.

### ديسمبر
- 20 ديسمبر – إيميل لوبيه (مواليد 1838)
- 24 ديسمبر – ناصر الدين دينيه (مواليد 1861) رسام فرنسي.